# Tour du Doyenné
La tour du Doyenné est une tour située sur le territoire de la commune de Chalon-sur-Saône dans le département français de Saône-et-Loire et la région Bourgogne-Franche-Comté.

## Historique
Tour-escalier médiévale qui desservait la maison du doyen des chanoines de la cathédrale, l’édifice fut vendu à la révolution puis laissé à l’abandon. En 1907, elle fut démontée, et expédiée à Paris chez un antiquaire. Après la Première Guerre mondiale, le mécène américain Franck Jay Gould l’offrit à la ville.
Il fait l'objet d'une inscription au titre des monuments historiques depuis le 27 septembre 1948.